# Rathaus Suhl

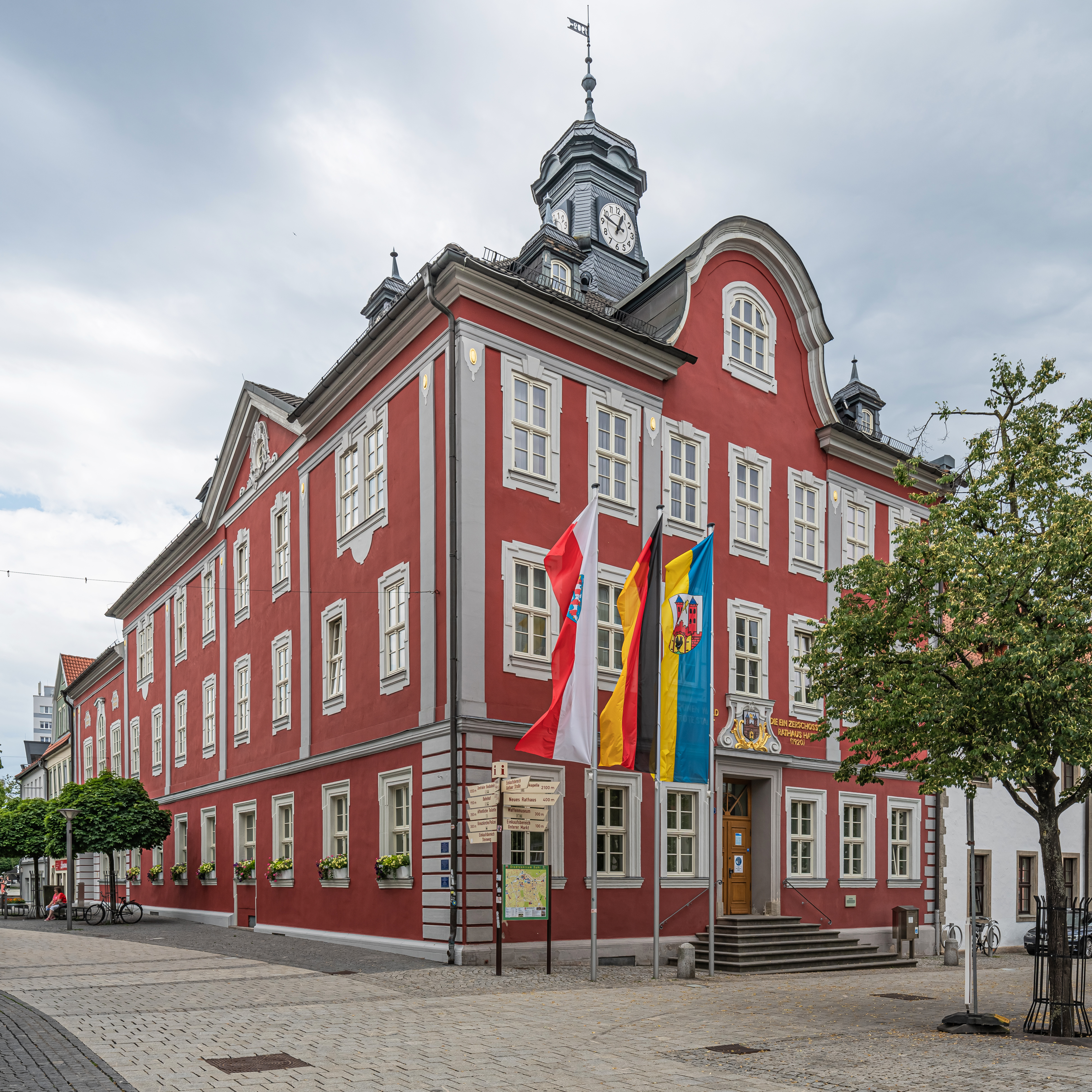
Rathaus Suhl

Das denkmalgeschützte rote Rathaus steht am Marktplatz 1 Ecke Steinweg von Suhl.

## Beschreibung
Nachdem der Vorgängerbau von 1590 mehrmals, zuletzt 1753, ausbrannte, wurde er 1812–17 um zwei Geschosse aufgestockt. 1902/1903 wurde das Rathaus durch Rudolf Ludloff umgebaut. Die Fassaden wurden 1913 im neobarocken Baustil äußerlich verschönt. Mittig befindet sich ein kleiner Schweifgiebel bzw. ein Dreiecksgiebel. Auf den dunkel verputzten Fassaden sind im Erdgeschoss Ecksteine aus Quaderputz aufgebracht. Die beiden oberen Geschosse sind durch eine Kolossalordnung der Pilaster gegliedert, die Fenster sind dort geohrt. Aus dem Walmdach des Gebäudes erhebt sich ein Dachreiter als kleiner Uhrturm.